# خلية قنفذية
تشير الخلية القنفذية أو الخلية الشائكة (Echinocyte أو Burr cells من الكلمة اليونانية echinos، التي تعني "القنفذ" أو "قنفذ البحر")، في علم الأحياء البشري والطب، إلى شكل من أشكال خلايا الدم الحمراء التي تحتوي على غشاء خلوي غير طبيعي يتميز بالعديد من النتوءات الشائكة الصغيرة والمتباعدة بشكل متساوٍ.

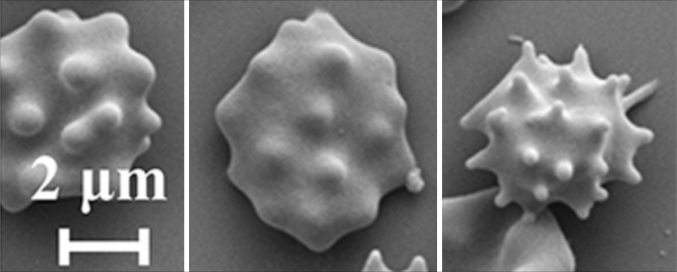
صورة مجهرية الكترونية (SEM) للخلايا القنفذية (الشائكة)

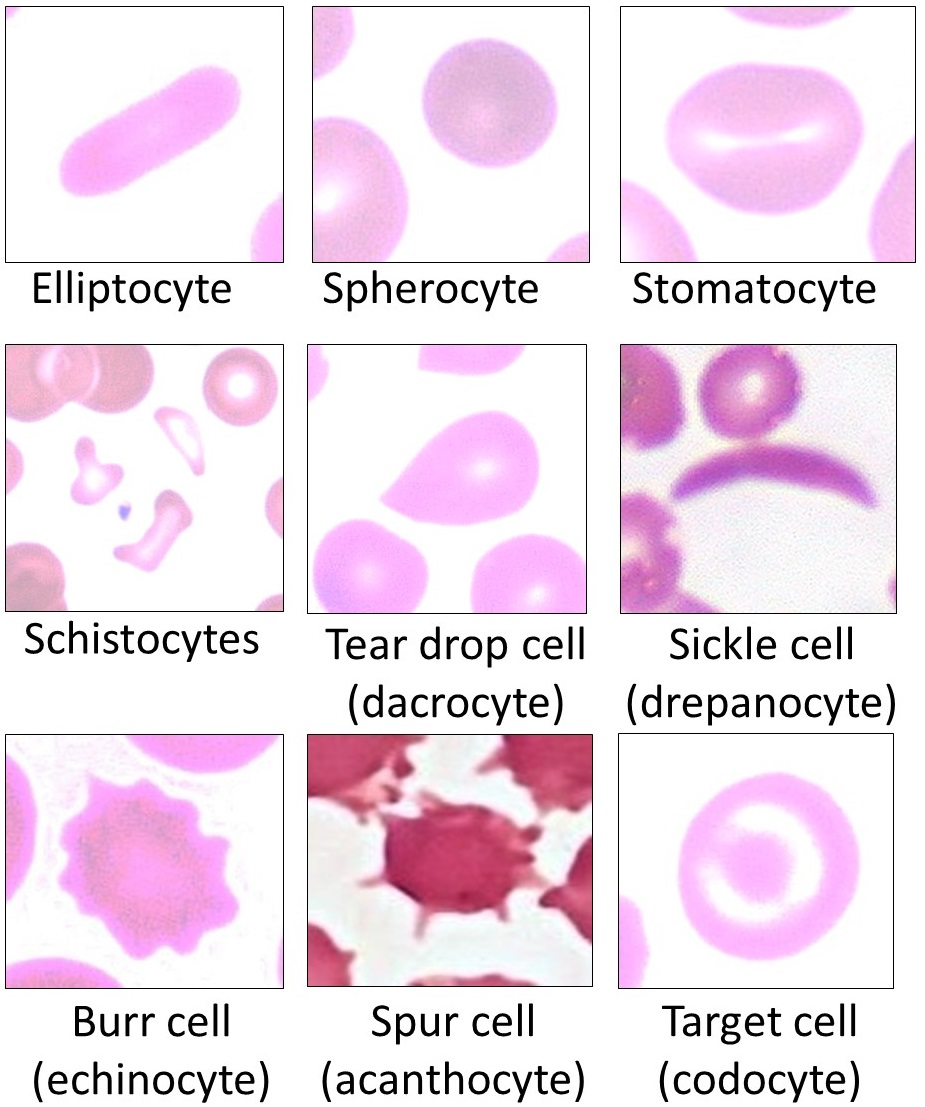
مقارنة بين الخلايا البكيلة.